# Departamento de Yavi
Yavi (antiguamente también Yaví) es uno de los 16 departamentos en los que se divide la provincia de Jujuy en Argentina.

## Superficie y límites
El departamento tiene 2942 km² y limita al norte con el Estado Plurinacional de Bolivia, al este con la provincia de Salta, al sur con los departamentos de Cochinoca y Rinconada y al oeste con el departamento de Santa Catalina.

La principal vía de acceso al departamento es la RN 9.
Entre 1939 y 1940 se realizó la demarcación fronteriza con Bolivia, tras la puesta en vigor el 11 de octubre de 1938 del tratado de límites firmado el 9 de julio de 1925.

## Población
Contó con 20 806 habitantes (Indec, 2010), lo que representó un incremento del 14.57 % frente a los 18 160 habitantes (Indec, 2001) del censo anterior.
Para el censo 2022 el departamento registró 25 868habitantes. Esto representó un aumento en la cantidad de personas del 24.3%, mayor que el crecimiento poblacional provincial.
| Gráfica de evolución demográfica de Departamento Yavi entre 1991 y 2022 |
|                                                                         |
| Fuente: censos nacionales del INDEC                                     |

## Ciudades, localidades y parajes
Según datos correspondientes al censo del año 2010, la mayor parte de la población se concentra en la ciudad cabecera del departamento. Existen además algunas pequeñas localidades y parajes con población rural dispersa.
- Cangrejillos 181 hab.
- El Cóndor 146 hab.
- La Intermedia 178
- La Quiaca 16.874 hab.
- Llulluchayoc 91
- Pumahuasi 233 hab.
- Yavi 378 hab.
- Yavi Chico 33
- Barrios 187 hab.

Parajes
- Alto del Pelador
- Cajas
- Caracara
- Cerrillos
- Corral Blanco
- Inti Cancha
- Mina Bélgica
- Mina Pulpera
- San Juancito
- Mina Sol de Mayo
- Suripugio

## Salud y educación
El departamento cuenta con 19 centros de salud, la mayoría de ellos dedicados a la atención primaria.
Según datos oficiales, en el año 2011 el departamento contaba con un total de 74 establecimientos educativos, la mayoría de ellos de gestión pública, que atienden los requerimientos de niños y jóvenes desde el jardín de infantes hasta la etapa posterior al nivel secundario.

## Relieve
La totalidad de la superficie del departamento se extiende en la región puna. Es una extensa planicie de altura en la que sobresalen cordones montañosos o picos aislados como los llamados Siete Hermanos, Negro (5029 m s. n. m.), Soyano (4.948 m.s.n.m), Potrero (4.925 m.s.n.m), Morado (4.876 m.s.n.m) y Bayo (4.800 m.s.n.m).

## Sismicidad
La sismicidad del área de Jujuy es frecuente y de intensidad baja, y un silencio sísmico de terremotos medios a graves cada 40 años.
- Sismo de 1863: aunque dicha actividad geológica catastrófica, ocurre desde épocas prehistóricas, el terremoto del 4 de enero de 1863 (162 años),[12] señaló un hito importante dentro de la historia de eventos sísmicos jujeños, con 6.4 Richter.[11]
- Sismo de 1948: el 25 de agosto de 1948 (76 años) con 7.0 Richter, el cual destruyó edificaciones y abrió numerosas grietas en inmensas zonas[12][11]
- Sismo de 2011: el 6 de octubre de 2011 (13 años) con 6.2 Richter, produjo rotura de vidrios y mampostería.[11]